# Cabo Udra
Cabo Udra är en udde i Spanien.   Den ligger i provinsen Provincia de Pontevedra och regionen Galicien, i den nordvästra delen av landet, 500 km väster om huvudstaden Madrid.
Terrängen inåt land är platt åt nordväst, men åt sydost är den kuperad. Havet är nära Cabo Udra åt nordväst. Runt Cabo Udra är det mycket tätbefolkat, med 2 431 invånare per kvadratkilometer. Närmaste större samhälle är Vigo, 14,6 km sydost om Cabo Udra. Omgivningarna runt Cabo Udra är en mosaik av jordbruksmark och naturlig växtlighet.